# Жив-був хлопчик
«Жив-був хлопчик» (рум. A fost odată un băiat) — радянський короткометражний художній фільм 1960 року режисера Еміля Лотяну, знятий на кіностудії «Молдова-фільм» (дебютний фільм режисера, ВДІКівська курсова).

## Сюжет
Новела за мотивами декількох епізодів автобіографічної повісті класика молдавської літератури Іона Крянге «Спогади дитинства» — про те як в сільській школі священик отець Іон оновив принесену для виховання учнів в дар школі батіг — «Ніколу-угодника» — на своїй доньці, і як улюбленого дітьми вчителя дядька Васіле староста зі збирачем податків обманом забрали в армію.

## У ролях
- Александру Басалін — Іонел Крянге
- Володимир Богату — другорядна роль
- Костянтин Крамарчук — другорядна роль
- Йосип Левяну — другорядна роль
- П. Сирбу — другорядна роль
- Лучіка Дімітріу — другорядна роль
- Траян Пеун — другорядна роль
- Карп Якішин — епізод

## Знімальна група
- Режисер — Еміль Лотяну
- Сценарист — Еміль Лотяну
- Оператор — Микола Харін
- Композитор — Злата Ткач
- Художник — Філімон Хемурару